# Reisjärvi
Reisjärvi [ˈrɛi̯sjærvi] ist eine Gemeinde im Westen Finnlands. Sie liegt im Küstenhinterland der Landschaft Nordösterbotten rund 175 km südlich der Stadt Oulu.
Neben dem Kirchdorf Reisjärvi umfasst sie die Orte Hylkiranta, Järvikylä, Kalaja, Kangaskylä, Kinnulanranta, Kiljanranta, Köyhänperä, Leppälahti, Levonperä, Lokkiperä, Metsäperä, Mäntyperä und  Räisälänmäki. Die Politik der Gemeinde wird von der konservativen Zentrumspartei dominiert, die im Gemeinderat in der Zusammensetzung von 15. August 2004 von 21 Abgeordneten stellt.
Die nacheiszeitliche Landschaft der Gemeinde ist recht abwechslungsreich und von zahlreichen Seen, Flüssen, Felsen und Findlingen geprägt.

## Persönlichkeiten
- Anni Alakoski (* 1997), Skilangläuferin